# Satz von Sylvester (Arithmetik)
Der Satz von Sylvester (Arithmetik) ist benannt nach James Joseph Sylvester und beschreibt einen Zusammenhang zwischen der Summendarstellung einer natürlichen Zahl und deren Teilern.

## Aussage
Eine natürliche Zahl n > 1 ist genau dann als Summe mindestens zweier aufeinanderfolgender natürlicher Zahlen darstellbar, wenn sie mindestens einen ungeraden Teiler ungleich 1 besitzt.

## Herleitung und Veranschaulichung
Betrachtet werden die beiden Fälle, dass die Summandenanzahl ungerade, bzw. gerade ist. Wegen der analogen Vorgehensweisen werden ohne Beschränkung der Allgemeinheit eine beliebige ungerade, bzw. gerade Summandenanzahl sowie jeweils ein beliebiger kleinster Summand gewählt.

### Erster Fall: Ungerade Summandenanzahl

Trapezform (ungerade Summandenanzahl)

Rechtecksform (ungerade Summandenanzahl)

#### Erste Implikation
Wenn eine natürliche Zahl n > 1 als Summe aufeinander folgender natürlicher Zahlen mit ungerader Summandenzahl darstellbar ist, besitzt sie mindestens einen ungeraden Teiler.
Vorgegeben sind fünf aufeinander folgende natürliche Summanden mit ungerader Summandenzahl beginnend mit 4. Sie lassen sich als 30 trapezartig angeordnete Plättchen darstellen (Abbildung links). Dann ist die der Mittelparallelen im Trapez entsprechende Mittenzahl 6. Nach Umordnung der Plättchen (Drehung der drei oberen Plättchen um 180° und anschließende Verschiebung in die freien weißen Felder des grün umrahmten Bereichs) entsteht ein Rechteck, dessen Seitenlängen 5 und 6 betragen (Abbildung rechts). Demnach ist 5 ein ungerader Teiler.

#### Zweite Implikation
Wenn eine natürliche Zahl n > 1 mindestens einen ungeraden Teiler besitzt, ist sie als Summe aufeinander folgender natürlicher Zahlen mit ungerader Summandenzahl darstellbar.
Vorgegeben ist die natürliche Zahl 30 mit dem ungeraden Teiler 5. Sie lässt sich als Rechteck mit 5 mal 6 Plättchen darstellen (Abbildung rechts). Nach Umordnung der Plättchen links und rechts der aus 6 Plättchen bestehenden Mittelreihe entsteht eine trapezartige Anordnung der Plättchen, bestehend aus insgesamt fünf Reihen mit jeweils 4, 5, 6, 7 und 8 Plättchen (Abbildung links). Demnach ist 30 als Summe aufeinander folgender natürlicher Zahlen mit ungerader Summandenzahl darstellbar.

### Zweiter Fall: Gerade Summandenanzahl

Trapezform (gerade Summandenanzahl)

Rechtecksform (gerade Summandenanzahl)

#### Erste Implikation
Wenn eine natürliche Zahl n > 1 als Summe aufeinander folgender natürlicher Zahlen mit gerader Summandenzahl darstellbar ist, besitzt sie mindestens einen ungeraden Teiler.
Vorgegeben sind sechs aufeinander folgende natürliche Summanden mit gerader Summandenzahl beginnend mit 3. Sie lassen sich als 33 trapezartig angeordnete Plättchen darstellen (Abbildung links). Dann existiert keine Mittenzahl, stattdessen wird eine der Mittelparallelen im Trapez entsprechende sog. Mittenlinie betrachtet, so dass links und rechts von dieser Linie jeweils drei Plättchenreihen liegen, welche die Summanden darstellen. Nach Umordnung der Plättchen (Drehung der Plättchen im rechten grün umrahmten Bereich um 180° und anschließende Verschiebung in die freien weißen Felder des linken grün umrahmten Bereichs) entsteht ein Rechteck, dessen Seitenlängen 3 und 11 betragen (Abbildung rechts). Demnach existiert mindestens ein ungerader Teiler, in diesem Falle sogar zwei, nämlich 3 und 11.

#### Zweite Implikation
Wenn eine natürliche Zahl n > 1 mindestens einen ungeraden Teiler besitzt, ist sie als Summe aufeinander folgender natürlicher Zahlen mit gerader Summandenzahl darstellbar.
Vorgegeben ist die natürliche Zahl 33 mit den ungeraden Teilern 3 und 11. Sie lässt sich als Rechteck mit 3 mal 11 Plättchen darstellen (Abbildung rechts). Nach geeigneter Umordnung der Plättchen entsteht eine trapezartige Anordnung der Plättchen, bestehend aus insgesamt sechs Reihen mit jeweils 3, 4, 5, 6, 7 und 8 Plättchen (Abbildung links). Demnach ist 33 als Summe aufeinander folgender natürlicher Zahlen mit gerader Summandenzahl darstellbar.